# NGC 3620
NGC 3620 este o galaxie spirală situată în constelația Cameleonul. A fost descoperită în 31 martie 1837 de către John Herschel. Se află la o distanță de 20 de megaparseci de Pământ.